# Сперелли, Сперелло
Сперелло Спирелли (итал. Sperello Sperelli; 15 августа 1639, Ассизи, Папская область — 22 марта 1710, Рим, Папская область) — итальянский куриальный кардинал, доктор обоих прав. Епископ Терни с 10 января 1684 по 14 декабря 1698. Асессор Верховной Священной Конгрегации Римской и Вселенской Инквизиции с 16 июня 1698 по 24 ноября 1699. Камерленго Священной Коллегии кардиналов с 27 февраля 1708 по 28 января 1709. Кардинал in pectore с 14 по 24 ноября 1699. Кардинал-священник с 24 ноября 1699, с титулом церкви Сан-Джованни-а-Порта-Латина с 3 февраля 1700 по 22 марта 1710.